# حمل الزوجة

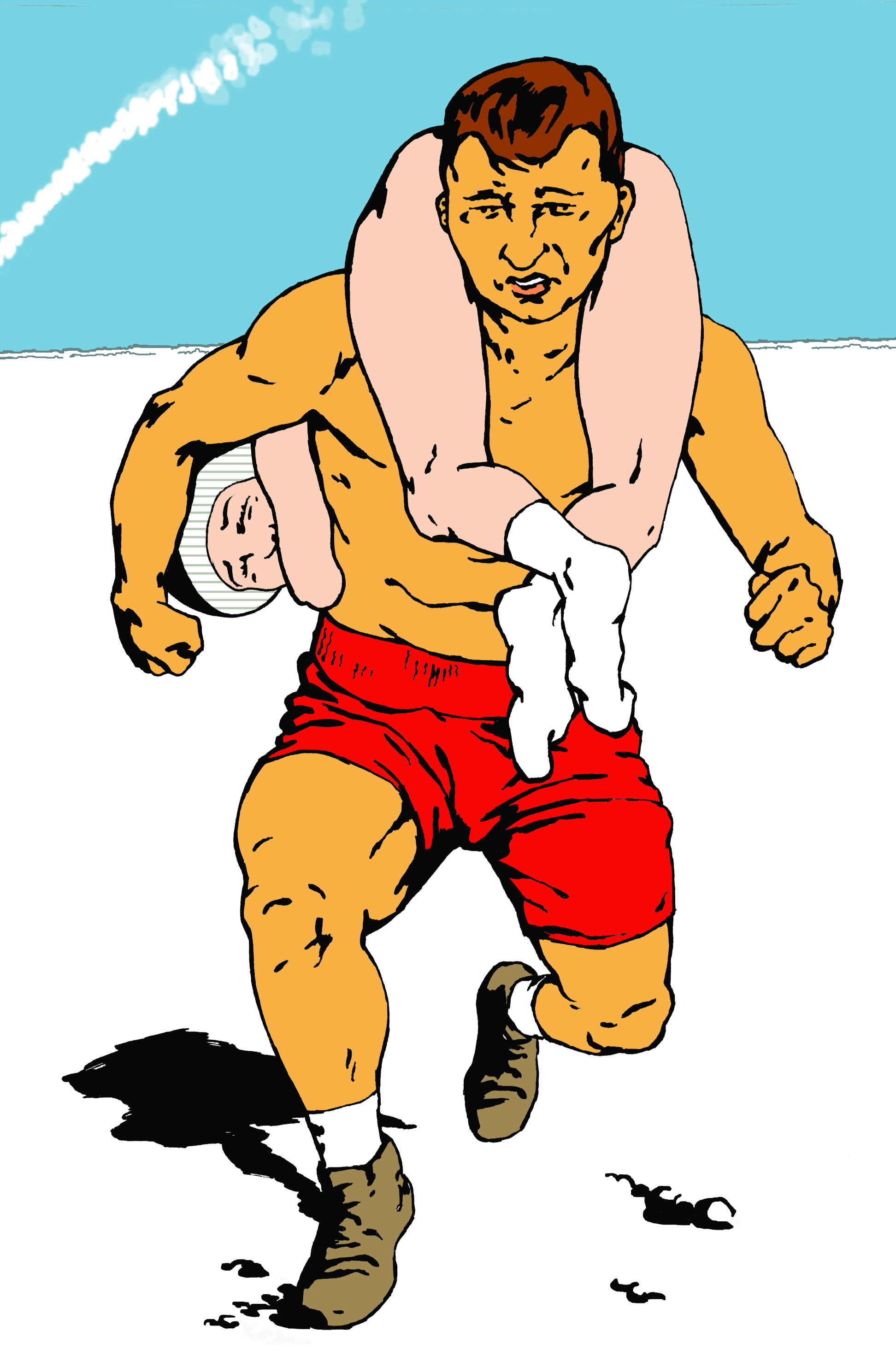
رسم لرياضة حمل الزوجة

رياضة حمل الزوجة أو مسابقة حمل الزوجة (بالفنلندية: eukonkanto) هي رياضة أو مسابقة يتنافس فيها المتنافسون عن طريق حمل زوجاتهم على ظهورهم والركض بسرعة وتجاوز العديد من العقبات الصعبة مثل السباحة والطين والحواجز وغيرها، ظهرت الرياضة لأول مرة في فنلندا وتحديدًا في مدينة سونكايارفي ثم تطورت لتصل لعدة مدن وحتى بلدان، وتعد هذه الرياضة إحدى أغرب الرياضات على الإطلاق.
يمكن للزوج أن يلبس ملابس تساعده في السباق في حمل الزوجة أو المساعدة في تخطي العقبات أو يمكن للزوجة أرتداء ملابس تخفف من الأذى والإصابة المحتملة في اللعب.

## تاريخ
نشأت الرياضة في مدينة سونكايارفي في فنلندا، تم تناقل الحكايات عن رجل يدعى هيركو روسفو رونكاينن (بالفنلندية: Herkko Rosvo-Ronkainen) كان يُعتقد أن هذا الرجل كان لصًا في أواخر القرن التاسع عشر وكان يعيش في غابة، من المفترض أنه ركض مع عصابته من اللصوص داخل قرية وسرقوها مما تسبب في ضرر للقرويين، مما عُثِر عليه، ويتسائل الكثيرون عن سبب اختراع هذه الرياضة، وقد أخذت عن السبب عدد من الاحتمالات، أولًا، اتُهم هيركو روسفو رونكاينن ولصوصه بسرقة الطعام واختطاف النساء من القرى في المنطقة التي كان يعيش فيها، ثم حملوا النساء على ظهورهم وهربوا (ومن هنا جاءت «الزوجة» أو المرأة الحاملة). وثانيًا، هو أن يذهب الشباب إلى القرى المجاورة ويختطفون النساء للزواج قسراً، في كثير من الأحيان النساء كانن متزوجات بالفعل. كما حُملت الزوجات على ظهور اللصوص أيضًا. تمت الإشارة إلى هذا باسم «ممارسة سرقة الزوجة». وأخيرًا، فكرة أن هيركو روسفو رونكاينن درب لصوصه ليكونوا «أسرع وأقوى» من خلال حمل أكياس كبيرة وثقيلة على ظهورهم، والتي نشأت عنها هذه الرياضة. غالبًا ما تُعتبر الرياضة مزحة للمرح والتسلية، ولكن يأخذها المتنافسون على محمل الجد تمامًا مثل أي رياضة أخرى.
أقيمت مسابقات حمل الزوجات في أستراليا والولايات المتحدة وهونغ كونغ والهند وألمانيا والمملكة المتحدة وأجزاء أخرى من العالم إلى جانب فنلندا والسويد ودول مجاورة مثل إستونيا ولاتفيا، وللرياضة فئة في موسوعة غينيس للأرقام القياسية.